# Fałszywe alarmy
Fałszywe alarmy (ang. false fire alarms) – w systemach sygnalizacji pożaru alarmy pożarowe powodowane pobudzeniem czujki przez zjawiska niezwiązane z pożarem. Nie wymagają interwencji służb pożarniczych.
Fałszywym alarmom można przeciwdziałać poprzez koincydencję dwuliniową, dwuczujkową jednoliniową lub czasową, zastosowaniu czujek z progiem różniczkowym oraz obniżeniem czułości detektora.

## Możliwe przyczyny
- wilgoć,
- mgła,
- wiatr,
- kurz,
- dym papierosowy,
- wibracje.